# سعید الکاس
سعید الکاس (عربی: سعيد حسن سالم الكاس؛ زادهٔ ۲۰ فوریهٔ ۱۹۷۶) یک بازیکن فوتبال اهل امارات متحده عربی است.
وی همچنین در تیم ملی فوتبال امارات متحده عربی بازی کرده‌است.